# (69500) Ginobartali
(69500) Ginobartali est un astéroïde de la ceinture principale.

## Description
(69500) Ginobartali est un astéroïde de la ceinture principale. Il fut découvert le 6 février 1997 à Colleverde par Vincenzo Silvano Casulli. Il présente une orbite caractérisée par un demi-grand axe de 2,44 UA, une excentricité de 0,15 et une inclinaison de 2,4° par rapport à l'écliptique.

## Étymologie
Cet astéroïde est nommé en l'honneur de Gino Bartali.